# Охман
Кристијан Јан Охман (пољ. Krystian Jan Ochman; Мелроз, 19. јул 1999), професионално познат као Охман, пољско-амерички је кантаутор. Прославио се након победе у једанаестој сезони Гласа Пољске и представља Пољску на Песми Евровизије 2022. године.

## Биографија
Окман је рођен у Мелроузу у Масачусетсу у пољској породици. Почео је да похађа часове певања током средњошколских година, а касније је играо улогу принца у музичкој продукцији Пепељуге. По завршетку средње школе, почео је да студира на Музичкој академији Карол Шимановски у Катовицама.

## Каријера

### 2020-2021:Глас ПољскеиОкмана
Године 2020. био је на аудицији за једанаесту сезону Гласа Пољске. Придружио се тиму Михала Шпака и победио у емисији 5. децембра 2020. Након такмичења, потписао је уговор са Universal Music Polska.
Његов први сингл, „Światłocienie“, изведен је на Гласу Пољске крајем 2020. Објавио је свој деби студијски албум, Ochman, 19. новембра 2021. Албум је доспео на 5. место пољских топ листа 3. марта 2022.

### 2022-данас: Песма Евровизије
Почетком 2022. године, Телевизја Полска (ТВП) је најавио да ће се такмичити у пољском националном финалу Ту бије серце Еуропи! Вибиерами хит на Еуровизје, са песмом "River" . Песму је написао сам Окман заједно са Ешли Хиклин, Адамом Вишњевским и Миколајем Трибулецом. 19. фебруара 2022. победио је у националном финалу и представљаће Пољску на такмичењу за песму Евровизије 2022. у Торину.

## Лични живот
Окман је унук пољског тенора Веслава Окмана.
Он је двојни држављанин Пољске и Сједињених Држава. Тренутно живи у Катовицама и Варшави.

## Дискгорафија

### Студијски албуми
| Назив | Година |
| ----- | ------ |
| Охман | 2021   |

### Синглови
| Назив                 | Година |
| --------------------- | ------ |
| "Światłocienie"       | 2020   |
| "Wielkie Tytuły"      | 2021   |
| "Lights In The Dark"  | 2021   |
| "Wspomnienie"         | 2021   |
| "Prometeusz"          | 2021   |
| "Ten Sam Ja"          | 2021   |
| "Złodzieje Wyobraźni" | 2021   |
| "Christmas Vibes"     | 2021   |
| "River"               | 2022   |